# 芒廷萊克鎮區 (明尼蘇達州卡頓伍德縣)
芒廷萊克鎮區（英語：Mountain Lake）是一個位於美國明尼蘇達州卡頓伍德縣的行政鎮區。

## 人口
根據2020年美國人口普查的數據，芒廷萊克鎮區的面積為92.60平方千米，當中陸地面積為92.50平方千米，而水域面積為0.10平方千米。當地共有人口315人，而人口密度為每平方千米3人。